# Torii Kiyonobu
Pour les articles homonymes, voir Torii (homonymie).
Torii Kiyonobu (鳥居 清信, Torii Kiyonobu, 1664-22 août 1729) est un artiste japonais de peintures et d'estampes ukiyo-e.

## Biographie
Il est renommé pour son œuvre sur les affiches de kabuki.
Avec son père Torii Kiyomoto, lui-même, croit-on généralement, acteur de kabuki spécialisé dans les rôles féminins, il crée, dit-on, l'école Torii de peinture et d'estampe. 
Kiyonobu se consacre presque exclusivement à la production d'affiches et autres documents promotionnels demandés par les théâtres kabuki d'Edo. La relation entre les théâtres de kabuki et l'école Torii était forte et étroite, et cela continue encore aujourd'hui.

## Style
Du fait de l'importance d'attirer l'attention du public de kabuki, le style de Kiyonobu et de l'école Torii à ses débuts se caractérise par une certaine exubérance colorée. Dans la production de Kiyonobu, on trouve en particulier beaucoup de beni-e, estampes imprimées en noir et blanc, et colorées ensuite à la main avec la couleur beni : rose (tirée du safran).

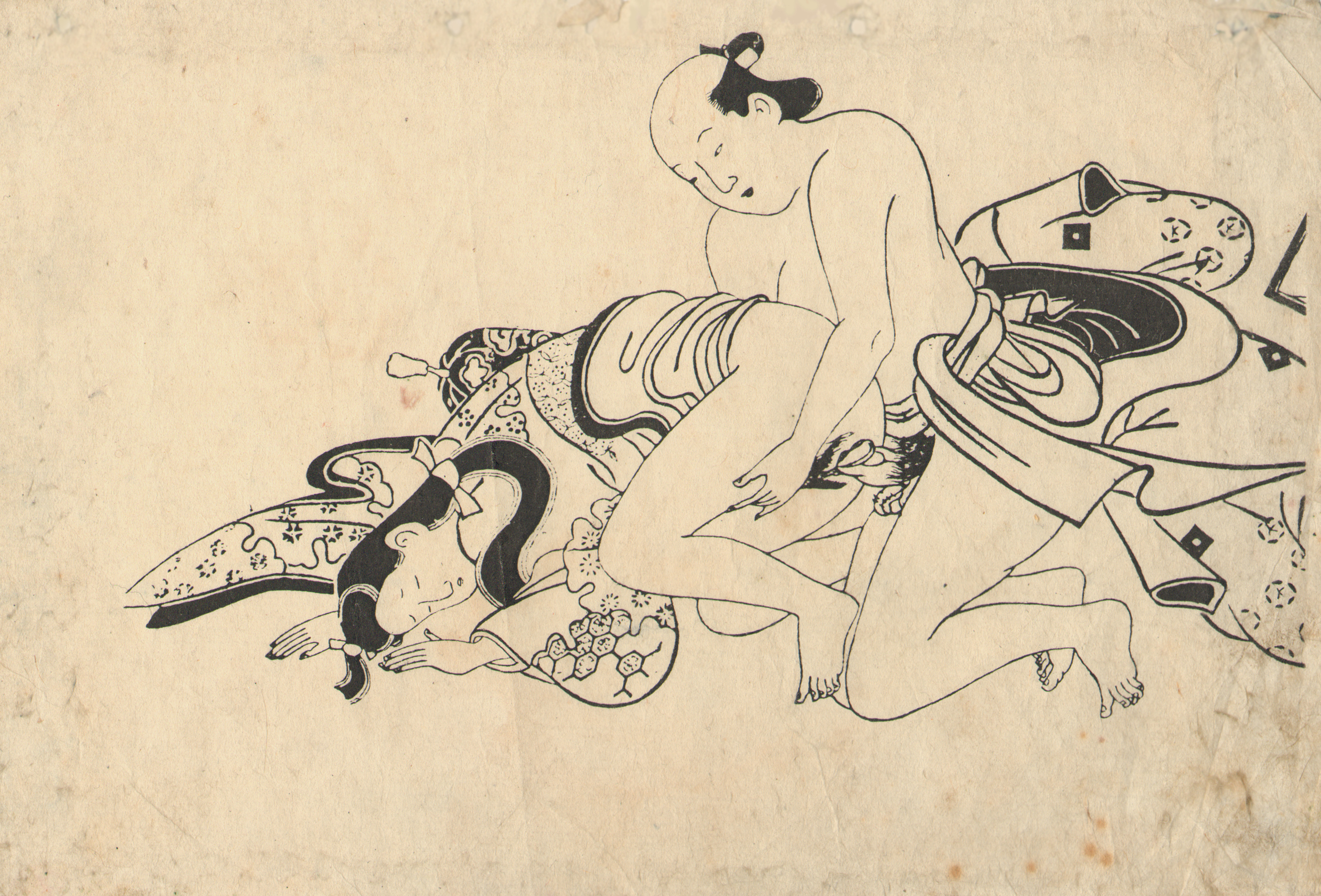
Torii Kiyonobu. Shunga, 1703

## Œuvres
- Conversation dans la chambre (1716-1736), 1ère moitié de l'Ère Kyōhō, estampe, 21 × 31 cm, impression monochrome, couleurs posées au pinceau, Musée Guimet[3]